# كولن فيلدر
كولن فيلدر (بالإنجليزية: Colin Fielder)‏ هو لاعب كرة قدم بريطاني، ولد في 5 يناير 1964 في ونشستر في المملكة المتحدة. لعب مع نادي ألدرشوت تاون ونادي ألدرشوت ونادي فارنبوروه ونادي وكينغ ويوفل تاون.

## وصلات خارجية
- كولن فيلدر على موقع Soccerbase.com (لاعب) (الإنجليزية)